# Mexican Werewolf in Texas
Mexican Werewolf in Texas es una película de terror estadounidense directamente para video de 2005 dirigida por Scott Maginnis y con la producción ejecutiva de Randy Mermell. El título es una referencia a la película de comedia de terror de 1981 Un hombre lobo americano en Londres, que a su vez es una referencia a Un americano en París y el título original de El lobo humano, Werewolf of London. A pesar de su nombre, Mexican Werewolf in Texas no presenta a un hombre lobo, sino al chupacabras del folclore latinoamericano, al que un personaje compara con un lobo. Es una de una serie de películas de terror con temática de chupacabras lanzadas a principios de la década de 2000, incluidas varias solo en 2005.

## Argumento
En Furlough, una pequeña ciudad fronteriza de Texas y autoproclamada «capital mundial de las cabras», el mítico chupacabras ha comenzado a aterrorizar a la población. Al principio, drena la sangre de las cabras de la ciudad, luego comienza a apuntar a las personas con sangre animal en ellas. A medida que aumentan las muertes y la policía descarta los ataques, un grupo de habitantes decide contraatacar. La película está narrada por Anna Furlough, una adolescente que anhela escapar del pequeño pueblo; otros residentes incluyen a su novio Miguel González, un nerd informático e hijo del veterinario Manny; su mejor amiga Rosie, una estudiante sobresaliente que espera asistir a la Universidad de Texas en Austin; su padre Brad, un empresario de pompas fúnebres y ex vástago de la ciudad; Jill Gillespie, la burbujeante novia del hijo de un granjero, Tommy, que se expone al monstruo durante una cacería; y Cabot Speers, un excéntrico «cazador de alienígenas» a quien los adolescentes contratan para capturar a la criatura y ganar una recompensa.
El chupacabra continúa acechando a la ciudad, matando a Tommy, a la hija de Manny, María, y a Rosie (que trae una bolsa de carne cruda en una cacería de monstruos). Mientras tanto, el padre de Anna, que desaprueba su relación y alberga un resentimiento racista contra la creciente población mexicoestadounidense de la ciudad, conspira para matar a Miguel e incriminar al chupacabras por la muerte. Brad se viste con pieles para disfrazarse de chupacabras, empuña un tenedor de carne cuyos dientes están destinados a parecerse a los colmillos de la criatura y acecha a la pareja. Miguel, confundiéndolo con el chupacabras real, le dispara a instancias de Anna.

## Reparto
- Erika Fay como Anna Furlough.
- Gabriel Gutierrez como Miguel Gonzalez.
- Michael Carreo como Tommy.
- Martine Hughes como Rosie.
- Sara Erikson como Jill Gillespie.
- Louie Cruz Beltran como Manny Gonzalez.
- Mark Halvorson como Brad Furlough.
- Leslie Marshall como Carol Furlough.
- Randy Mermell como Bob Gillespie.
- Courtney DuBois como Sandy Gillespie.
- Wolfgang Metzger como Cabot Speers.
- Sandy Malcom como Virgil Furlough.
- Alan Rackley como Enis Furlough.
- Brandon Hudspeth como Adam Furlough.
- Mark Twogood como Sheriff Sam Burry.
- Chuck Loring como Deputy Stan Newton.
- Elizabeth Del Sol como Maria.
- Larry Brister como Jan Strauss.

## Recepción de la crítica
La película recibió críticas en gran medida malas por parte de los escritores de terror. Sin embargo, el crítico Kim Newman señaló que «para ser una película barata, [tiene] más cosas que hacer en [el] departamento de actuación y guion como de costumbre». La autora Barb Karg lo llamó «una película excéntrica de licántropos digna del estatus de cine B», y el profesor de la Universidad de Nuevo México, Jesse Alemán, en una descripción general de las criaturas del folclore en las películas de terror, la llamó «la mejor de las numerosas películas de chupacabras que surgieron en los últimos años». Alemán analiza el tratamiento de la película del racismo antimexicano y la tensión sobre la población cambiante y la economía tambaleante de Furlough; compara al chupacabras con «una encarnación del racismo y la opresión social que aterroriza a la ciudad». El nombre de los fundadores del pueblo, Furlough, tiene un doble significado de pérdida de trabajo, y Alemán argumenta que Brad Furlough convirtiéndose en el monstruo es una expresión externa de su resentimiento racial y de clase.
Lexikon des internationalen Films, una obra de referencia en alemán sobre todas las películas estrenadas en cines y muchas películas estrenadas directamente en video que se han estrenado en Alemania desde 1945, dijo que Mexican Werewolf in Texas «puede leerse fácilmente como una paráfrasis del racismo cotidiano en los Estados Unidos, que se cuestiona a través de una historia de 'Romeo y Julieta' (...) que utiliza el marco de género para el entretenimiento que invita a la reflexión».